# Orele (film românesc din 2002)
Orele este un film românesc din 2002 regizat de George Sibianu.